# Pfarrkirche Wolfsberg im Schwarzautal

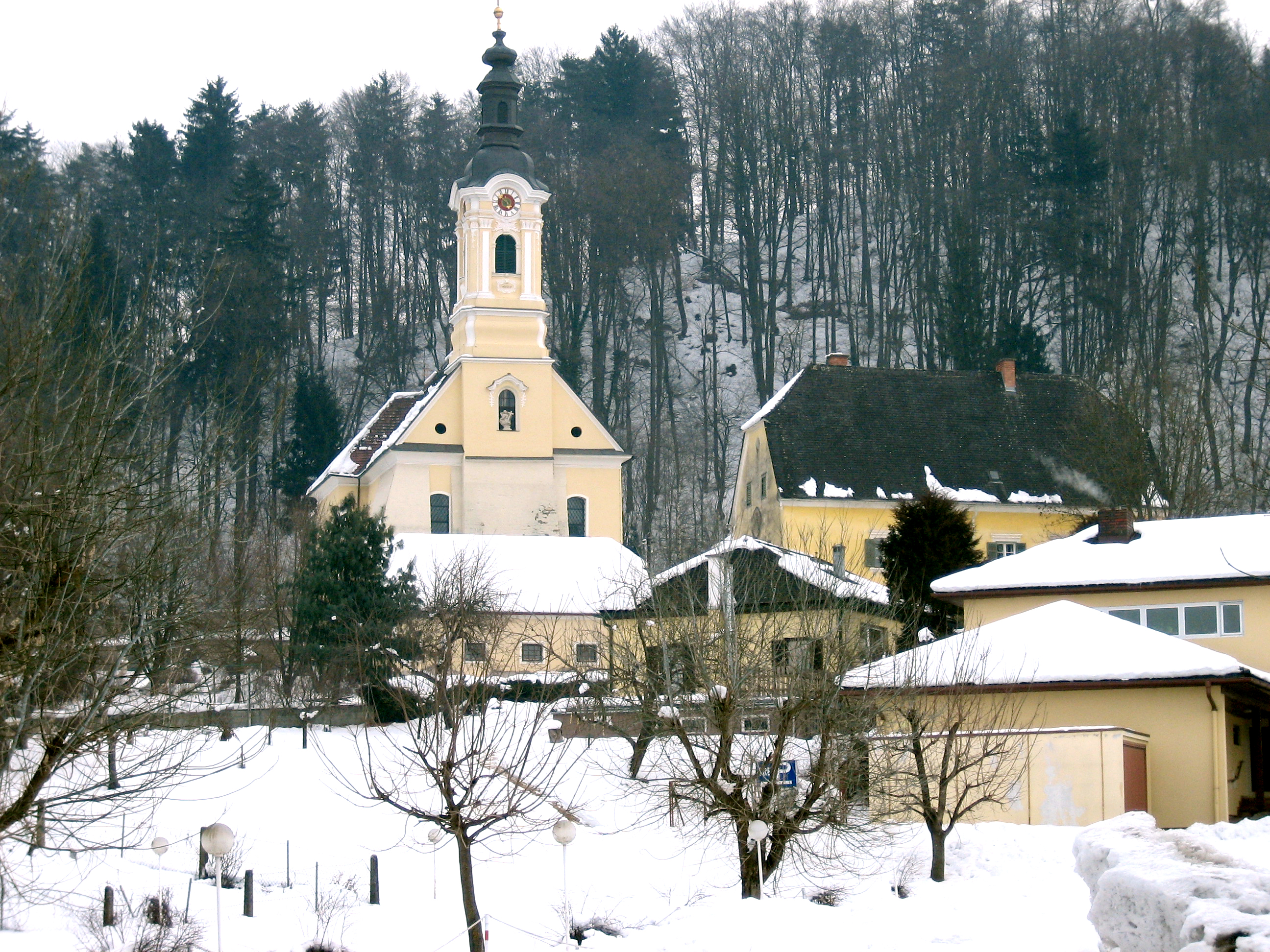
Katholische Pfarrkirche hl. Dionysius in Wolfsberg im Schwarzautal

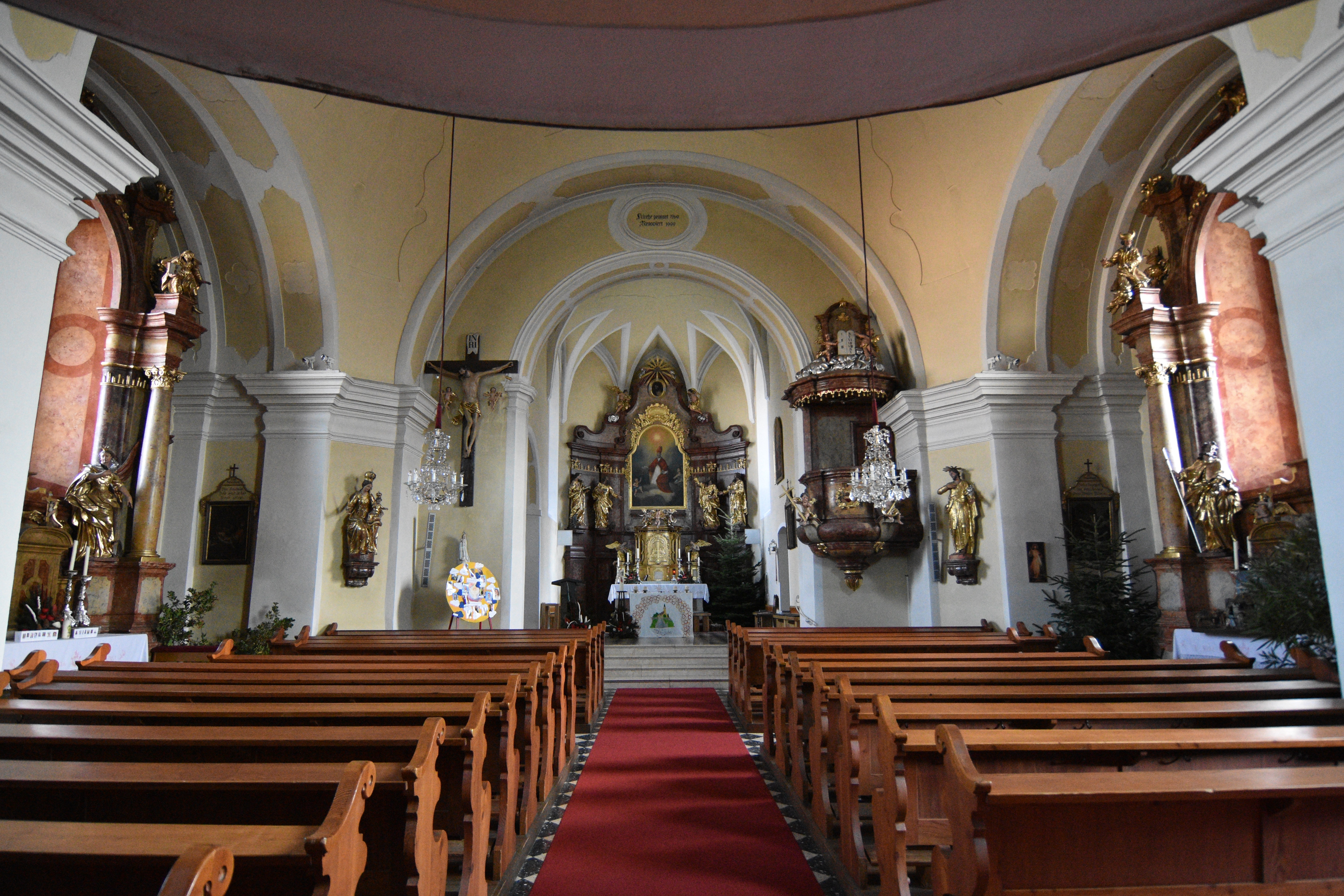
Langhaus, Blick zum Chor

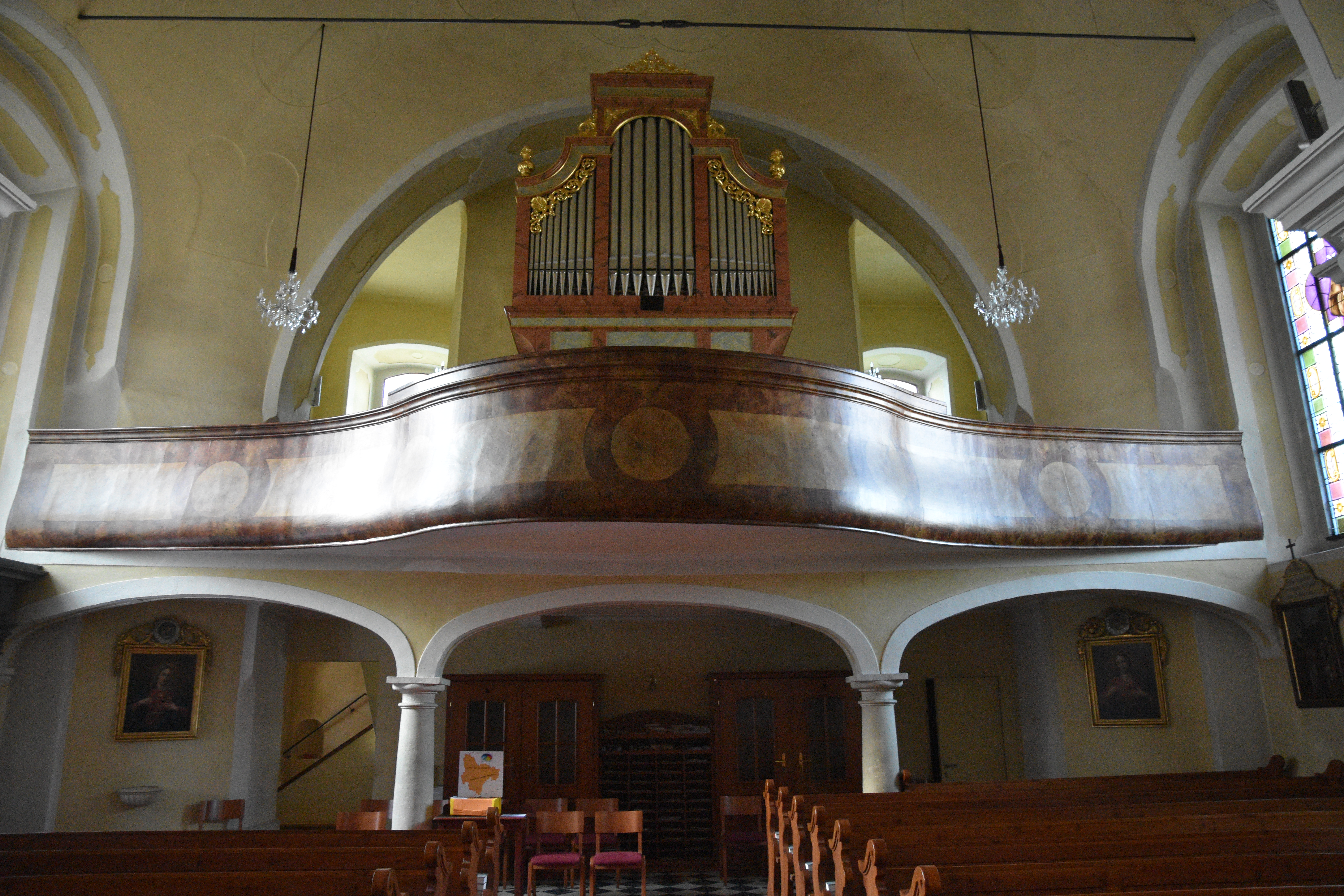
Langhaus, Blick zur Orgelempore

Die römisch-katholische Pfarrkirche Wolfsberg im Schwarzautal steht auf einer Anhöhe oberhalb des Kirchortes Wolfsberg im Schwarzautal in der Gemeinde Schwarzautal im Bezirk Leibnitz in der Steiermark. Die dem heiligen Dionysius von Paris gewidmete Pfarrkirche gehört zur Region Südweststeiermark (Dekanat Leibnitz) in der Diözese Graz-Seckau. Die Kirche und der Kirchhof stehen unter Denkmalschutz (Listeneintrag).

## Geschichte
Urkundlich wurde 1269 eine Kirche genannt. Der Neubau der Kirche erfolgte von 1733 bis 1739 durch Johann Georg Stengg unter Erhaltung der alten Chormauern. 1969/1970 wurde sie generalsaniert.

## Architektur
Der Kirchenbau hat ein Langhaus und einen eingezogenen, ursprünglich gotischen Chor mit einem Fünfachtelschluss und abgetreppten Strebepfeilern. Die Westfront wurde wegen Rutschungen 1809 und 1831 mit schrägen Stützmauern abgesichert. Der plastisch reich gegliederte Fassadenturm trägt einen gegliederten Helm von 1756. Die barocke Taufkapelle und die darüber liegende Empore nördlich am Chor zeigen das Fresko Jüngstes Gericht von Carl Laubmann 1737.
Das Kircheninnere zeigt sich mit zwei queroblongen, d. h. querrechteckigen Jochen, die mit kuppelartigen Platzlgewölben überwölbt sind. Das zweite größere Joch erweitert sich mit zwei flachen Seitenkapellen zwischen kräftigen Stützpfeilern. Der gotische Chor ist barock gewölbt. Die Orgelempore schwingt weit in das Langhaus.
Die Glasmalereien in der Taufkapelle entstanden nach einem Entwurf von Franz Weiss 1970 im Stift Schlierbach. Die Orgel aus 2012 wurde von der diözesanen Orgelbauanstalt Maribor gebaut und weist 20 Register auf.

## Einrichtung
Die Einrichtung ist spätbarock. Der Hochaltar wurde 1973 aus der Pfarrkirche Neudau hierher übertragen, er trägt die Figuren der Vier Evangelisten vom alten Hochaltar aus dem Jahr 1693 und zeigt das neue Hochaltarbild Hl. Dionysius von Anton Fötsch, 1973.
Die zwei Seitenaltäre tragen teils Figuren von Philipp Jakob Straub. Die Kanzel entstand 1738.